# Edmund Sheffield (2e comte de Mulgrave)
Edmund Sheffield, 2e comte de Mulgrave (décembre 1611 - 24 août 1658) est un pair anglais qui soutient la cause parlementaire pendant la période de la guerre civile anglaise.

## Biographie
Il est le fils de John Sheffield, qui s’est noyé en 1614, et de Grizel Anderson, fille d'Edmund Anderson, juge en chef des plaidoyers communs. En tant que petit-fils du premier comte Edmund Sheffield (1er comte de Mulgrave), il hérite de son titre en octobre 1646 et succède à son grand-père en tant que vice-amiral du Yorkshire. Il siège à la Chambre des lords jusqu'à son abolition et est membre du Conseil d'État pendant le Commonwealth. En 1658, il est nommé membre de la Chambre haute de Cromwell mais comme la plupart des autres pairs convoqués, il refuse de servir. Il est mort plus tard la même année.
Il épouse Elizabeth Cranfield, fille du comte de Middlesex. Leur fils, John, lui succède au comté, est créé plus tard marquis de Normanby et duc de Buckingham et Normanby. Il est Lord du sceau privé et Lord président du Conseil pendant le règne de la reine Anne.